# Krombaangeschut

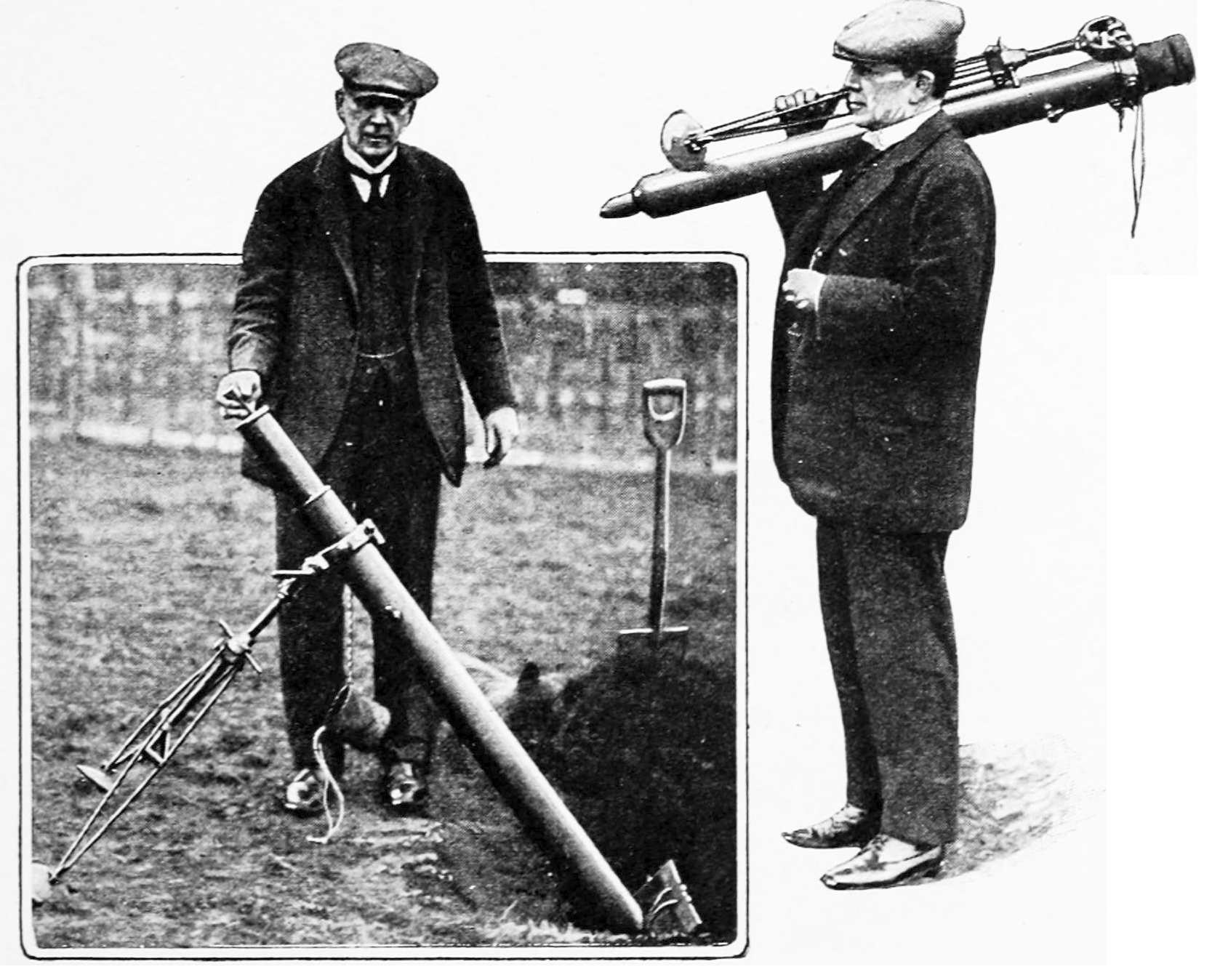
Een mortier

Krombaangeschut zijn projectielwapens waarvan de kogelbaan van de projectielen een kromme lijn volgt, in tegenstelling tot het z.g. vlakbaangeschut dat de projectielen zo snel afschiet dat ze een praktisch rechte baan afleggen. Een voordeel van krombaangeschut is dat het doelen achter een dekking kan raken.
Onder krombaangeschut vallen onder andere katapulten als palintone, onager en trebuchet en vuurwapens als mortier, houwitser en carronade.